# Aïcha Bah Diallo
Aïcha Bah Diallo, född 1942 i Kouroussa, Guinea, är en tidigare guineansk politiker och internationell rådgivare för UNESCO:s kommitté för flickors utbildning i Afrika.
Bah Diallo utbildade sig till kemist med kandidatexamen från Pennsylvania State University i USA och en masterexamen i biokemi från universitetet i Conakry i Guinea.[källa behövs]. Hon arbetade som rektor i Conakry  1966-84[källa behövs] och inom guineanska social-,  planerings- och bistånd- och utbildningsministerierna 1984-92. Hon var utbildningsminister i Guinea 1992-96 och därefter chef för avdelningen för primärutbildning i UNESCO. Under 2001 samt 2005 var hon ställföreträdande generaldirektör, med fokus på utbildning, för UNESCO.
Hon är talesperson för Mo Ibrahim Foundation och medlem i prisjuryn för Mo Ibrahim-priset för afrikanskt ledarskap.